# Ai se eu te pego!
Ai se eu te pego! – cover zespołu Os Meninos de Seu Zeh, śpiewany w języku portugalskim przez brazylijskiego piosenkarza Michela Teló pochodzący z jego albumu studyjnego zatytułowanego Na Balada. Utwór został wydany 19 września  2011 roku przez wytwórnię Som Livre, a w innych krajach przez Universal Music Group. Singel stał się międzynarodowym hitem, docierając do szczytu w europejskich notowaniach. W związku z dużym sukcesem singla wydano także anglojęzyczną wersję singla "Oh, If I Catch You!".

## Tło
Utwór został napisany przez Sharon Axé Moi i Antonia Dyggs, natomiast produkcją zajął się Dudu Borges.

Podejrzewam, że sukces tej piosenki wziął się stąd, że została ona wydana w odpowiednim czasie. Pomysł na ten utwór powstał po jednych z koncertów kiedy wszyscy zebraliśmy się w mojej garderobie, aby się zrelaksować po całym dniu pracy. W tym czasie na scenie grał inny zespół. Wtedy usłyszałem jak dziewczyna o imieniu Pamela zaczęła śpiewać Nosa nosa, Asi voce me mata. Zapytałem wtedy, co to za piosenka, a ona odpowiedziała, że to jest tutejsza muzyka, z Bahii. Powiedziałem, że bardzo mi się podoba i poprosiłem ją, żeby mi ją przesłała, tak abym mógł ją zaaranżować na swój sposób. I tak właśnie się stało.

## Notowania i certyfikaty

### Notowania
| Lista (2011-12)                     | Najwyższa pozycja |
| ----------------------------------- | ----------------- |
| Austria (Ö3 Austria Top 40)         | 1                 |
| Belgia (Ultratop 50 Flandria)       | 1                 |
| Belgia (Ultratop 40 Wallonia)       | 1                 |
| Czechy (Singles Digital – Top 100)  | 17                |
| Dania (Tracklisten)                 | 5                 |
| Finlandia (Suomen virallinen lista) | 5                 |
| Francja (SNEP)                      | 1                 |
| Hiszpania (Promusicae)              | 1                 |
| Holandia (Single Top 100)           | 1                 |
| Holandia (Dutch Top 40)             | 1                 |
| Niemcy (Media Control Charts)       | 1                 |
| Polska (AirPlay – Top)              | 1                 |
| Słowacja (Singles Digital)          | 7                 |
| Szwecja (Top 60 Singles)            | 2                 |
| Szwajcaria (Schweizer Hitparade)    | 1                 |
| Włochy (Top 20 Singles)             | 1                 |
| Węgry (Dance Top 40 lista)          | 10                |

| Lista (2011)          | Pozycja |
| --------------------- | ------- |
| Italian Singles Chart | 8       |
| Spain Singles Chart   | 9       |

| Państwo    | Status             |
| ---------- | ------------------ |
| Belgia     | złota płyta        |
| Włochy     | 2× platynowa płyta |
| Szwajcaria | 3× platynowa płyta |